# Агава ютская
Агава ютская (лат. Agave utahensis) — суккулент, вид рода Агава (Agave) семейства Агавовые (Agavaceae). Родина — США (Аризона и Юта).

## Ботаническое описание

### Морфология
Розеточный вид формирующий пучки, примерно 40 см диаметром, практически неограничен в ширине, так как склонен к разрастанию. Листья линейные, ланцетовидные, серо-зелёные, 15—30 см длиной и до 3 см шириной, на конце длинноостроконечные, по краю волнистые и с острыми крючками. Цветки желтые, 3 см длиной, цветонос выбрасывает высотой от 1,5 до 4 м.

### Размножение
Семенами и побегами.

### Природный ареал
Юго-запад США.